# اتاقی در شهر (فیلم)
اتاقی در شهر (انگلیسی: Une chambre en ville) فیلمی فرانسوی به کارگردانی ژاک دمی است که در سال ۱۹۸۲ منتشر شد. این فیلم همانند دیگر ساخته مشهور دمی به نام چترهای شربورگ، فیلمی موزیکال است. با این تفاوت که حال و هوایی تراژیک دارد.

## بازیگران
- دومینیک ساندا
- دانیل داریو
- ریشار بری
- میشل پیکولی
- ژان-فرانسوا استونن
- یان دوده